# Ali Hassan Mwinyi
Ali Hassan Mwinyi (Kivure, Pwani, 8 mei 1925 – Dar es Salaam, 29 februari 2024) was een Tanzaniaans politicus. Hij was van 5 november 1985 tot 23 november 1995 president van Tanzania. Hij was als opvolger van Julius Nyerere de tweede president van Tanzania.
Mwinyi begon zijn professionele loopbaan als leraar en werd hoofd van de lerarenopleiding van Zanzibar. In 1963 startte hij zijn politieke carrière. In de volgende decennia bekleedde hij verschillende diplomatieke posten, ministersposten in de regering van president Nyerere en functies binnen de regerende partij Chama Cha Mapinduzi ("Partij van de Revolutie"). Hij was onder meer minister van Binnenlandse Zaken, ambassadeur in Egypte en minister van Natuurlijke Hulpbronnen en Toerisme. Van 1984 tot 1985 was hij president van de semi-autonome regio Zanzibar. Tegelijk was hij vicepresident van Tanzania. In oktober 1985 werd hij tot president van Tanzania gekozen. In 1990 werd hij herkozen. Van 1990 tot 1996 was Mwinyi voorzitter van Chama Cha Mapinduzi.
Mwinyi's presidentschap werd gekenmerkt door de afschaffing van het socialistische beleid van zijn voorganger Nyerere en de introductie van de vrijemarkteconomie. Mwinyi hief de invoerbeperkingen op en moedigde de oprichting van private ondernemingen aan. Dit droeg bij aan de wederopbouw van de Tanzaniaanse economie, die in de laatste jaren van het bewind van Nyerere een zware terugval had gekend. De grotere economische vrijheid zorgde, behalve voor economische groei, ook voor een toename van corruptie.
Naast de economische hervormingen stimuleerde Mwinyi bij het Tanzaniaanse volk liberalere opvattingen op het gebied van moraal en religie. Tijdens zijn tweede termijn als president voerde hij, mede onder druk van westerse donorlanden, een meerpartijenstelsel in. Voorheen was de CCM de enige toegestane politieke partij in Tanzania. 
Op 23 november 1995 werd Mwinyi als president opgevolgd door Benjamin Mkapa. In 2012 werd Mwinyi een eredoctoraat in de letteren toegekend door de Open Universiteit van Tanzania. De Universiteit van Oost-Afrika in Kenia verleende hem in 2013 een eredoctoraat in de bedrijfskunde.
Zijn zoon Hussein Mwinyi is sinds 2020 president van Zanzibar.
Mwinyi overleed op 29 februari 2024. Hij werd 98 jaar oud. Hij leed aan longkanker.